# José Luis Viejo
José Luis Viejo (Azuqueca de Henares, 2 november 1949 – aldaar, 16 november 2014) was een Spaans wielrenner.

## Levensloop en carrière
Viejo werd prof in 1971. In datzelfde jaar behaalde hij een derde plaats op de Middellandse Zeespelen. In 1972 won hij de Ronde van Polen. In 1976 behaalde hij 6 overwinningen, waaronder een rit in de Ronde van Frankrijk; hij won de elfde rit van Montgenèvre naar Manosque met een voorsprong van liefst 22 minuten en 50 seconden op Gerben Karstens. Dat is de grootste voorsprong van een solo-ritwinnaar in de Ronde van Frankrijk sedert de Tweede Wereldoorlog.

## Resultaten in voornaamste wedstrijden
- Ronde van Polen, 1972

| Jaar | Ronde van Italië | Ronde van Frankrijk | Ronde van Spanje |
| ---- | ---------------- | ------------------- | ---------------- |
| 1973 |                  | opgave              | 33e              |
| 1974 |                  |                     | opgave           |
| 1975 |                  | 25e                 | opgave           |
| 1976 |                  | 31e (1)             |                  |
| 1977 | 13e              |                     | 5e               |
| 1978 |                  |                     | opgave           |
| 1979 |                  | opgave              | opgave           |
| 1980 |                  |                     | opgave           |
| 1981 |                  |                     | opgave           |
| 1982 |                  |                     | opgave           |

Wielerploegen van José Luis Viejo
Andiano ·
Balagué ·
Berland ·
Casas ·
Fussien ·
Gómez ·
González ·
Lazcano ·
Ocaña ·
Peelman ·
Rosiers ·
Tamames ·
D. Torres · 
P. Torres ·
Uribezubia ·
Vallori ·
Vasseur ·
Viejo
Balagué ·
Berland ·
Casas ·
Castán ·
Elorriaga ·
Fuchs ·
Greciano ·
Lazcano ·
López · 
Manzaneque ·
Ocaña ·
Peelman ·
Pérez ·
Rosiers · 
Suárez ·
Tamames ·
Torres ·
Uribezubia ·
Valencia ·
Viejo
Cedena ·
Dejonckheere ·
Esparza · 
Fernández ·
García · 
González ·
Antoine Gutierrez ·
Miguel Gutiérrez · 
Kraft ·
López ·
Oliva ·
Perurena · 
Pesarrodona ·
Pomar ·
Rodríguez ·
Sanders ·
Tinchella ·
Viejo
Alfonsel ·
Balbuena ·
Cedena ·
Cueli · 
Dejonckheere ·
Esparza · 
Fernández ·
García · 
Antoine Gutierrez ·
Miguel Gutiérrez · 
Haller ·
I. Lejarreta ·
M. Lejarreta ·
Martínez Heredia ·
Martínez ·
Mayoz ·
Nazábal ·
Pérez · 
Rodríguez ·
Sanders ·
Thaler ·
Thévenet ·
Viejo
Alfonsel ·
Alonso ·
Cima · 
Cueli · 
Dejonckheere ·
Echave · 
Esparza · 
Fernández ·
García · 
Jarque ·
I. Lejarreta ·
M. Lejarreta ·
Malfait ·
Martínez ·
Mayoz ·
Rodríguez ·
Ruiz ·
Viejo · 
Yáñez